# Williams FW19
El Williams FW19 va ser el cotxe amb el qual l'equip Williams va competir en la temporada 1997 de Fórmula 1. Va ser conduït per Jacques Villeneuve, en el seu segon any amb l'equip, i Heinz-Harald Frentzen, qui va passar de Sauber per a reemplaçar al caigut campió de 1996, Damon Hill. Williams també va contractar als pilots de proves Jean-Christophe Boullion i Juan Pablo Montoya.
Fins avui, el FW19 continua sent l'últim cotxe Williams a guanyar qualsevol dels campionats. També va ser l'últim cotxe de Fórmula 1 amb motor Renault a guanyar un títol de campionat mundial fins al Renault R25 en 2005.

## Disseny
El cotxe va ser un desenvolupament lògic de l'extremadament reeixit FW18, que havia guanyat còmodament tots dos títols en 1996. També va ser l'últim xassís Williams a rebre aportacions del dissenyador Adrian Newey, qui va deixar l'equip per a unir-se a McLaren abans que comencés la temporada. El seu treball va ser acabat per Geoff Willis. El FW19 va ser l'últim Williams a utilitzar un motor Renault oficial abans de la retirada temporal de la marca francesa. També es va beneficiar de les aportacions de disseny de Patrick Head. El nou cotxe va ser dissenyat per a ser més lleuger i rígid que el FW18. El cotxe va ser l'últim Williams a utilitzar el reeixit motor Renault RS9 V10 d'aspiració natural juntament amb la caixa del canvi interna de Williams. El cotxe utilitzava combustible Elf, oli Castrol, amortidors Penske i frens de disc de carboni AP Racing.
Villeneuve va dir més tard que el FW19 era el seu cotxe de Fórmula 1 favorit, però que era difícil conduir-lo i treure-li el màxim partit. Va afegir que la major part del temps se sentia com conduir sobre gel. A Frentzen també li va resultar difícil conduir el cotxe i va tenir problemes per a configurar-lo al seu gust durant tota la temporada.

## Temporada 1997
El cotxe va tenir el difícil desafiament de recollir el testimoni del FW18 de 1996, que s'havia emportat tots dos títols en mans de Damon Hill, ara partit per Arrows, i del retingut Jacques Villeneuve.
La temporada va començar com va acabar 1996 per a Williams, amb Villeneuve aconseguint la pole i Frentzen unint-se a ell en la primera fila en la carrera inaugural a Austràlia. Villeneuve va estar en problemes des del principi, no obstant això, un mal començament el va fer tornar al camp i va ser eliminat per Johnny Herbert en el Sauber. Això va deixar a Frentzen al capdavant, però el McLaren de David Coulthard ho va superar en la segona parada en boxs. No obstant això, encara estava en la lluita pel segon lloc, però els seus frens van fallar a tres voltes del final i Williams no va obtenir puntaje.

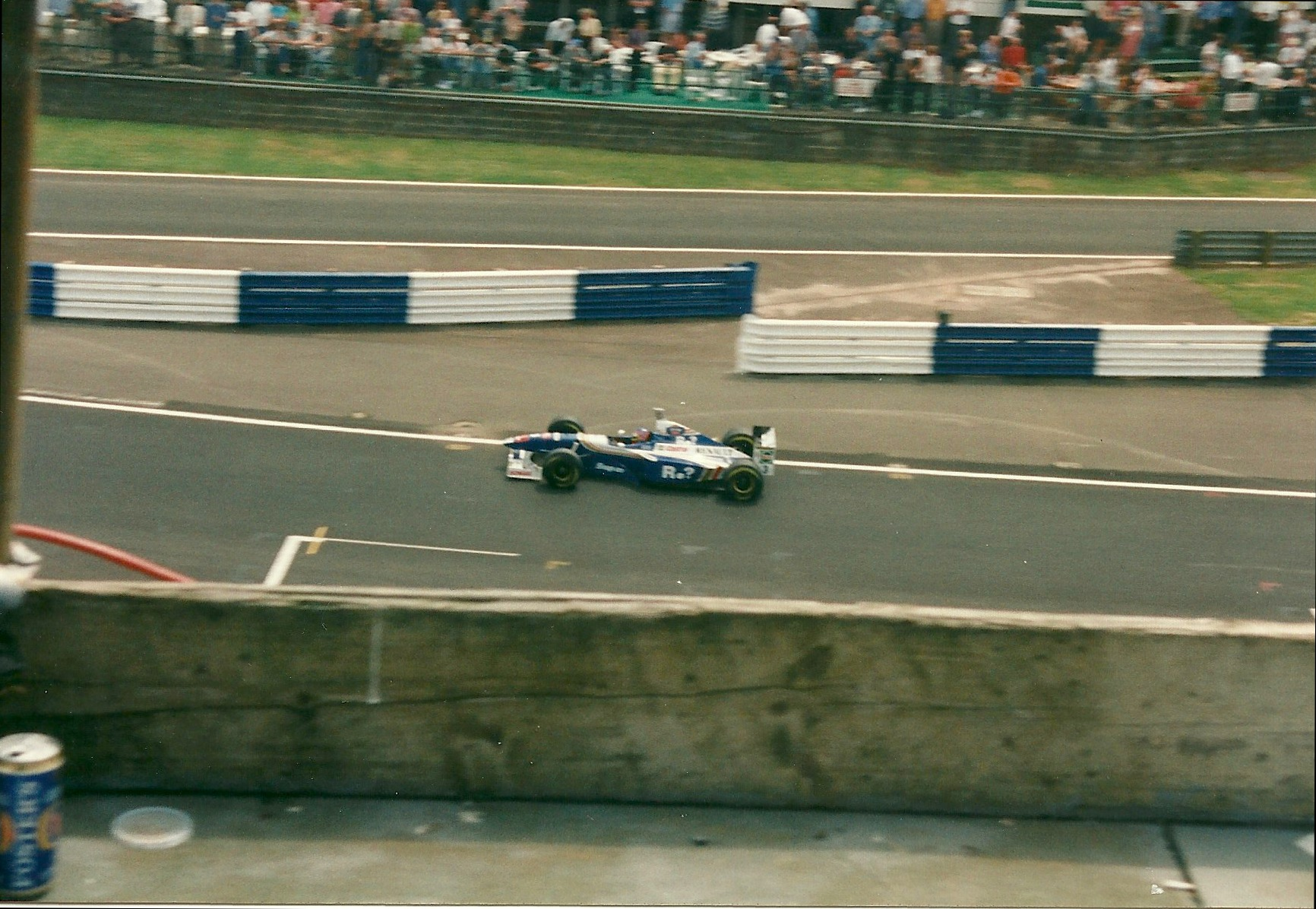
Jacques Villeneuve conduint el FW19 en el Gran Premi de Gran Bretanya de 1997.

Villeneuve va tornar a aconseguir la pole al Brasil, amb Frentzen en un decebedor vuitè lloc. Villeneuve va mantenir el lideratge durant tota la carrera, excepte tres voltes durant la segona ronda de parades en boxs, i es va aferrar per a aconseguir la seva primera victòria de la temporada i la de Williams. Frentzen, no obstant això, va tenir una carrera molt més emocionant, caient al lloc 13 en la sortida, sent superat per Hill, Ralf Schumacher en el Jordan, Stewart de Rubens Barrichello, Coulthard i Herbert. Va tornar a avançar a Barrichello i Herbert en les primeres voltes, però es va mantenir en el lloc 11 després de les primeres parades. Les segones parades van ser millors per a ell i va superar a Ralf Schumacher, Hill i Coulthard, quedant vuitè. Giancarlo Fisichella ho va superar tard al Jordà i ho va descendir al novè lloc, per la qual cosa una vegada més no va anotar punts. Aquest resultat va deixar a Villeneuve igual en el cim del campionat amb Coulthard i Williams en segon lloc amb Benetton i darrere de McLaren.
Un cotxe de seguretat primerenc es va activar a l'Argentina a causa de la col·lisió entre Coulthard i Michael Schumacher de Ferrari. Això va ser bo per a l'equip Williams, que havia començat 1-2, amb Villeneuve en la pole per tercera vegada consecutiva. No obstant això, a Frentzen no li va durar molt, ja que el seu embragatge es va trencar després de només cinc voltes, la qual cosa significa que encara no havia sumat punts per a la temporada. Villeneuve va poder mantenir el lideratge durant la gran major part de la carrera, amb només cinc voltes durant les parades en boxs liderades pel Ferrari de Eddie Irvine. La segona victòria del canadenc de la temporada ho va deixar a ell i a l'equip clarament en el cim de la taula del campionat, a pesar que Frentzen encara no havia marcat.
L'equip amb seu en Grove va tornar a ocupar la primera fila a San Marino, i Villeneuve va retenir el seu rècord de pole position del 100% de 1997. Michael Schumacher va avançar a Frentzen en la sortida, i els cotxes Williams van córrer 1r i 3r fins a la primera ronda de parades en boxs, quan Villeneuve ja sofria problemes amb la caixa del canvi. Frentzen va superar al seu compatriota Schumacher i va prendre la davantera, mentre que Villeneuve va caure al tercer lloc degut als seus problemes. Finalment es va retirar en la volta 41. Frentzen va estar sota pressió de Schumacher fins al final, però va aguantar i va aconseguir la seva primera victòria en F1. Villeneuve va mantenir el seu lideratge en el campionat, igual que l'equip, i Frentzen va ascendir al tercer lloc: ell, Gerhard Berger de Benetton, Mika Häkkinen de McLaren, Irvine i Coulthard van sumar 10 punts.
Frentzen va aconseguir la primera pole de la seva carrera en el Gran Premi de Mònaco, però Villeneuve va tornar a quedar tercer i Michael Schumacher els va separar. L'home de Ferrari va avançar a Frentzen en la sortida molt mullada i els Jordan de Fisichella i Ralf Schumacher també van aconseguir passar. Villeneuve va tenir un mal començament i va caure al novè lloc, darrere de Coulthard, Herbert, Barrichello i Prost d'Olivier Panis també. Frentzen va tenir una virolla i Villeneuve va tenir problemes tècnics, i aviat van estar en el lloc 16 i 17. Mentre la pluja continuava caient, van guanyar posicions a causa dels accidents d'Herbert i Jarno Trulli en el Minardi, Berger va haver de detenir-se per a canviar l'aleró davanter i, de fet, va passar a Prost de Shinji Nakano en la pista. Això els va deixar en el lloc 11 i 12 amb Frentzen encara per davant del seu company d'equip, però en la volta 17 Villeneuve va entrar en boxs amb un problema, després identificat com a mal per accident després d'un frec amb la barrera, i es va retirar. Frentzen va aconseguir una plaça en la mateixa volta pel fet que Jean Alesi va fer una virolla amb la seva Benetton i el va deixar fora de carrera. Una volta més tard, l'alemany va avançar a Ukyo Katayama en l'altre Minardi i va quedar novè. Encara estava novè en la volta 40 quan es va obrir de bat a bat en la chicane enfront de la mar i va rebotar en les vorades, danyant la seva suspensió davantera dreta. Després va xocar contra la paret a l'altre costat de la pista, la qual cosa va provocar danys gairebé idèntics en la suspensió davantera esquerra. Estava fos de carrera i el desafiament Williams Monaco havia acabat. La victòria de Michael Schumacher li deixa líder del campionat a quatre punts de Villeneuve. Frentzen havia estat degradat al quart lloc degut al tercer lloc de Eddie Irvine, i Williams havia caigut al segon lloc per l'actuació de Ferrari.
Els cotxes Williams van tornar a estar en primera fila a Espanya, amb Villeneuve de nou en la pole. Villeneuve va mantenir la posició al principi malgrat la intensa pressió de Coulthard i Michael Schumacher. Frentzen, no obstant això, va caure al sisè lloc quan McLaren i Ferrari el van avançar juntament amb Alesi i Häkkinen. Frentzen havia arribat al tercer lloc, però quan van acabar les segones parades en boxs, ja estava vuitè; Herbert i Panis també ho havien avançat. Al final, Villeneuve va poder mantenir el lideratge només perquè Olivier Panis, un reptador improbable, va quedar atrapat en el trànsit de Eddie Irvine i el Tyrrell de Jos Verstappen. Frentzen no va ser de molta ajuda per al canadenc, només va pujar al vuitè lloc amb un atac en l'última volta sobre Fisichella. Aquest resultat va permetre a Villeneuve recuperar el lideratge del campionat, però mentrestant Frentzen queia del 4t al 6è lloc quan Panis i Coulthard el van avançar.
La setena ronda del Campionat va tenir lloc a Mont-real, el Canadà, la carrera de casa de Villeneuve. No obstant això, l'esdeveniment marcaria una caiguda a meitat de temporada en la sort de l'equip tant en resultats com en el rendiment del cotxe. Villeneuve, que havia estat derrotat per Michael Schumacher en la pole position en els últims moments de la classificació, es va estavellar contra el Muro dels Campions en la volta 2, la qual cosa va permetre a l'alemany registrar la victòria i recuperar el lideratge del campionat. Mentrestant, Frentzen només va poder classificar-se i acabar quart després d'una carrera mediocre que va consistir en una mala sortida i tres parades en boxs.
Williams es quedaria encara més enrere en la carrera pel títol en el Gran Premi de França, ja que Michael Schumacher va aconseguir una victòria dominant des de la pole position, 23 segons per davant del segon classificat, Heinz Harald Frentzen. Les actuacions Williams començarien i acabarien segon i quart, el ritme de classificació de Villeneuve es va veure obstaculitzat per haver d'usar l'acte de recanvi després d'estavellar el seu acte de carreres en la FP3. Per a Frentzen, la carrera va ser senzilla en P2, incapaç de seguir el ritme de Schumacher, però avançant-se al Ferrari del tercer lloc de Eddie Irvine. Villeneuve, que es va quedar darrere de Irvine en la sortida després d'avançar al Jordan de Ralf Schumacher en la sortida, va fer un canvi tardà a pneumàtics de pluja en les últimes voltes quan una tempesta elèctrica va assotar la regió de Nevers. Jacques, que es reincorporava sisè, tornaria a avançar a Ralf Schumacher i Coulthard en la forqueta d'Adelaide abans d'afrontar el desafiament de l'última volta pel podi de Irvine. En acostar-se a l'última corba del Lycée, Villeneuve va mirar com submergir-se per l'interior del Ferrari abans d'enfonsar la seva roda posterior en la gespa interior i girar a través de la pista cap a l'entrada del pit lane, esborrant els bolardos d'entrada mentre ho feia. Villeneuve prendria l'última corba en línia recta en el seu intent de reincorporar-se a la pista per a ocupar el 4t lloc, la qual cosa li va valer una citació dels comissaris que van deixar sortir a Jacques amb un advertiment. El resultat va significar que Villeneuve es va quedar 14 punts darrere de Schumacher, mentre que Williams va caure 13 punts darrere de Ferrari en els seus respectius campionats, els seus majors dèficits de la temporada.
Villeneuve va contraatacar en la batalla de Gran Bretanya, aconseguint la victòria en Silverstone, mentre que Schumacher es retiraria per un problema en el rodament d'una roda, reduint l'avantatge dels alemanys a 4 punts. Els Williams Renault van bloquejar la primera fila de la graella amb Jacques per davant de Frentzen després que tots dos desplacessin al McLaren de Mika Hakkinen en els últims moments de la classificació. No obstant això, Frentzen s'estancaria en la volta de desfilada i posteriorment es veuria obligat a alinear-se en últim lloc, un obstacle del qual mai es va recuperar després de ser expulsat per Tyrrell de Jos Verstappen en la primera volta en Becketts. Mentrestant, Villeneuve es va allunyar del primer lloc i, juntament amb Schumacher, es va allunyar del grup perseguidor en el primer stint. Desafortunadament, una parada en boxs de 33 segons després d'un retard en la rosca de la roda posterior esquerra va deixar al canadenc al setè lloc i li va donar a Schumacher l'avantatge. Villeneuve després passaria a Coulthard i al Benettons d'1 parada en la seva estratègia de 2 parades que, combinada amb el retir de Irvine, el va ascendir al tercer lloc. Això es va convertir en el segon lloc després que Schumacher perdés el lideratge. En les últimes voltes, Villeneuve ràpidament es va acostar al McLaren de Hakkinen abans que el motor Mercedes finlandès se sortís de la corba Club en la volta 53 de 59, donant-li així a Williams F1 la seva victòria número 100 en la Fórmula 1 en el mateix lloc on la seva primera victòria en Silverstone en 1979.
Les fortunes tornarien a caure en picat en el Gran Premi d'Alemanya en Hockenheim, amb Williams suportant la seva carrera menys competitiva de la temporada amb Frentzen i Villeneuve classificant-se cinquè i novè abans que tots dos registressin abandons per error dels pilots. Frentzen sofriria un trencament en la suspensió davantera esquerra després del contacte amb el Ferrari de Irvine en la primera volta. Villeneuve inicialment es va beneficiar d'aquesta col·lisió i de l'excursió de Coulthard en la volta 1 per a córrer en sisè lloc. No obstant això, en la volta 34, Villeneuve va fer una virolla des del cinquè lloc en frenar en la chicane Jim Clark, encallant la seva Williams en la grava. Els 6 punts de Schumacher i Ferrari pel segon lloc van ampliar els seus avantatges en el campionat de pilots i constructors a 10 i 9 punts respectivament.
El pèndol del títol tornaria a la cantonada blava de Williams Renault en el Gran Premi d'Hongria d'agost, amb la cinquena victòria de la temporada de Villeneuve i la segona consecutiva a Budapest. Jacques es classificaria en la primera fila, mentre que Heinz Harald deixaria anar sisè després de triar utilitzar el pneumàtic compost més dur de Goodyear. Villeneuve inicialment va fer un mal començament en el costat brut del circuit i va caure al cinquè lloc darrere de Schumacher, Hill, Irvine i Hakkinen, amb Frentzen darrere en sisè lloc. Villeneuve passaria a Irvine pel quart lloc amb un moviment atrevit per l'exterior en la corba 2 abans d'ascendir al tercer lloc després del retir de Hakkinen. El canadenc francès després passaria al seu rival pel títol, Schumacher, en la corba 1 per a córrer segon i Frentzen tercer després de la primera de les tres parades en boxs del Ferrari. Amb la majoria dels corredors de Goodyear lluitant amb pneumàtics ampollados, Jacques va fer que una estratègia de 2 parades funcionés, no obstant això, no va poder mantenir el ritme brillant de la Yamaha Arrows calçada amb Bridgestone de Damon Hill. L'actual campió també va fer la segona parada, i després de fer la seva primera parada, Frentzen, la primera parada, va prendre la davantera i va marcar la volta més ràpida de la carrera. La dura aposta de Frentzen amb els pneumàtics semblava collir els fruits d'una segona victòria, fins que en la volta 29 la seva vàlvula de combustible es va deixar anar, la qual cosa va provocar una fugida de combustible. En la volta 74, faltant tres voltes, la bomba hidràulica va fallar en l'acte d'Hill, la qual cosa va provocar que s'embussés en tercera marxa, la qual cosa li va provocar un accelerador intermitent. Com a resultat, Hill va començar a perdre temps i va ser superat per Villeneuve a meitat de l'última volta. Villeneuve va guanyar la carrera, Hill va acabar segon i Johnny Herbert va ocupar el tercer lloc en el podi. Amb Schumacher només quart, Villeneuve es va acostar a 3 punts en la carrera pel títol.
El Gran Premi de Bèlgica va ser testimoni d'una forta pluja prèvia a la carrera que va embolicar Spa Francorchamps i amb ella va arrasar les aspiracions de Villeneuve de guanyar en el bosc de les Ardenes. Jacques havia aconseguit una pole position dominant en condicions seques i, després d'haver estat el més ràpid en l'escalfament del matí, semblava disposat a dominar el Gran Premi de Bèlgica. No obstant això, una forta pluja va provocar la sortida del cotxe de seguretat per primera vegada en la Fórmula 1, amb les tres primeres tornades sota bandera groga. Quan va entrar el cotxe de seguretat, Villeneuve va liderar la quarta volta amb pneumàtics de pluja, per davant del Benetton de Alesi i del Schumacher amb pneumàtics intermedis. En la volta 5, Schumacher va avançar a Jacques per a prendre el lideratge en Rivage, abans d'obrir un avantatge de 5,8 segons que va augmentar a 16,9 segons al final de la següent volta. Com Villeneuve portava el pneumàtic de pluja equivocat, Jacques va agreujar un error cometent dos més. Es va ficar en la chicane de la parada d'autobús i va haver d'optar per anar a l'entrada del pit lane, moment en el qual l'equip va aprofitar l'oportunitat per a canviar a intermedis després d'un retard per a preparar els pneumàtics. No obstant això, la pista s'estava assecant ràpidament, la qual cosa va fer que altres corredors optessin pels pneumàtics llisos, una acció que va fer que Villeneuve tornés a la volta 12 per a muntar els pneumàtics secs i va caure al lloc 16. Mentrestant, Frentzen, que va deixar anar setè, havia retrocedit en les primeres tornades abans d'entrar en boxs per pneumàtics slicks, una estratègia que li va portar a saltar per davant de Jacques. Frentzen correria quart durant gran part de la carrera abans d'ocupar el tercer lloc després de la desqualificació de Hakkinen. Mentrestant, Villeneuve va pujar l'ordre en condicions seques, marcant la volta més ràpida de la carrera per un segon complet abans d'acabar cinquè, amb limitació de danys, després de l'exclusió de Hakkinen.
En la classificació per al Gran Premi d'Itàlia, els cotxes Williams es van alinear en segon i quart lloc amb Frentzen per davant. El circuit de potència, amb característiques similars a Hockenheim, no s'adaptava tan bé als cotxes, com ho il·lustren les seves posicions finals de 3r i 5è, de nou Frentzen per davant. Amb Schumacher acabant sisè, Jacques es va acostar a 10 punts de l'alemany, mentre que Williams es va acostar a 1 punt de Ferrari. També va ser notable el segon advertiment de la temporada de Jacques Villeneuve durant els entrenaments del divendres per no reduir la velocitat adequadament davant les banderes grogues, la mateixa infracció que va cometre en el Gran Premi de San Marino.
Atès que la forma havia estat erràtica entre les carreres del Canadà i Itàlia, en el Gran Premi d'Àustria va començar un ressorgiment al final de la temporada que finalment va portar a l'equip de retorn al camí cap a la glòria del títol. Una altra actuació tardana en la classificació va veure a Villeneuve fer-se amb la pole position en la seva última carrera, amb Frentzen alineat en quart lloc. La parella va tornar a caure al 4t i 6è al principi, i es va convertir en 3r i 5è al final de la volta 1 quan el motor Mercedes de Hakkinen va tornar a explotar. Villeneuve després va superar al Stewart Ford de Rubens Barrichello pel segon lloc abans d'avançar al Prost de Jarno Trulli per a recuperar el lideratge a poc més de la meitat de la distància. Frentzen anava tercer quan Michael Schumacher ho va avançar sota banderes grogues, la qual cosa va resultar en una penalització de 10 segons per al líder del campionat, la qual cosa li va donar a Frentzen el tercer lloc, mentre que Schumacher va caure al setè, passant a Hill's Arrows en l'última volta per a ocupar el sisè lloc. La victòria de Villeneuve va ascendir al canadenc a 67 punts, un menys que els 68 de Schumacher mancant 3 jornades. Mentrestant, Williams va superar a Ferrari en el campionat de constructors per a passar a 98 punts, 12 per davant de la Scuderia.
En el Gran Premi de Luxemburg, Villeneuve i Williams van sortir victoriosos i tots dos aparentment estaven a punt de capturar el títol mundial, amb Villeneuve segellant la seva setena victòria de la campanya i Frentzen ocupant el tercer lloc, mentre que els seus rivals pel títol, Ferrari, no van aconseguir sumar ni un sol punt. Els cotxes Williams es van classificar segon i tercer amb Jacques per davant, no obstant això, els dos es van tocar en la carrera fins a la primera corba, amb Villeneuve caient al tercer lloc darrere dels dos McLaren mentre Frentzen, en la confusió, va colpejar accidentalment el seu interruptor d'encesa, la qual cosa es va apagar breument. el seu motor Renault. Com a resultat, Frentzen va tornar a ocupar el centre del camp. Tots dos pilots van ser ajudats en els seus intents de recuperació perquè els dos McLaren van explotar gairebé simultàniament els seus motors Mercedes en les voltes 42 i 43. Villeneuve va heretar així el lideratge i va accelerar el seu cotxe fins a la meta per a registrar la seva onzena i última victòria en la Fórmula 1 en el mateix lloc que el seu per primera vegada a principis de 1996.
Un tumultuós però victoriós cap de setmana del Gran Premi del Japó va proporcionar un microcosmos per a la temporada 1997 de l'equip, on els aclaparadors punts baixos encara es van veure atenuats per l'èxit final. Jacques Villeneuve arribaria al Japó amb un avantatge de 9 punts en el campionat, però marxaria amb un dèficit d'1 punt, mentre que Williams Renault necessitava només 6 punts per a fer-se amb el campionat de constructors, resultat que van aconseguir gràcies al segon lloc de Frentzen. . Per a Jacques Villeneuve, la penúltima carrera de l'any es va tornar amarga des del moment en què va ser penalitzat per no reduir la velocitat per banderes grogues com a resultat de la sortida de Tyrrell de Verstappen de la corba cullera durant els entrenaments del dissabte al matí. Va ser la tercera infracció d'aquesta mena del canadenc francès durant la temporada després de San Marino i Itàlia, la qual cosa va provocar que Villeneuve fos exclòs del Gran Premi del Japó. L'equip va apel·lar la decisió i Jacques va poder continuar la seva participació, corrent sota apel·lació des de la pole position. Frentzen va classificar al segon Williams per a ocupar el sisè lloc. Quan es van apagar les llums, Villeneuve es va moure defensivament cap a Schumacher per a mantenir el lideratge en la corba 1 i després va procedir a retrocedir amb l'esperança que altres pilots poguessin llevar-li punts a Schumacher, ja que qualsevol punt que Jacques anotés probablement seria llevat. Eddie Irvine passaria a Hakkinen i Schumacher en la volta 3 per l'exterior en la corba 6 abans de passar a Villeneuve pel primer lloc en l'última chicane en la mateixa volta. Després de la parada en boxs de Irvine, Villeneuve faria la seva primera parada en la volta 20 des del lideratge, reincorporant-se breument en tercer lloc abans que Schumacher es disparés per l'interior del Williams en la corba 1 després dels fragorosos intents del francocanadiense de bloquejar a l'alemany. Amb Frentzen entrant en boxs i reincorporant-se quart, Eddie Irvine va recuperar el primer lloc i després va reduir dràsticament la velocitat per a permetre que Schumacher prengués la davantera en la volta 25 en les eses, abans de bloquejar a Villeneuve. Villeneuve faria la seva segona parada des del tercer lloc, però va romandre parat durant 13,4 segons després d'un problema amb l'equip de reproveïment de combustible, la qual cosa el va relegar al cinquè lloc darrere de Frentzen i Hakkinen. Amb tots dos Ferrari parant en la seva última parada, Frentzen va prendre la davantera i amb aire net va tancar la bretxa neta amb Irvine, reincorporant-se per davant de l'irlandès en la corba 1 en la volta 38. Frentzen s'acostaria a Schumacher i marcaria la volta més ràpida de la carrera. acabar a 1,3 segons de distància; els seus 6 punts confirmen a Williams Renault com a Campió de Constructors de 1997. Villeneuve acabaria cinquè però perdria els 2 punts després que l'equip retirés la seva apel·lació. En conseqüència, va deixar el Japó a 1 punt crucial de Michael Schumacher mancant 1 carrera.
L'enfrontament pel títol per a la final de la temporada de 1997 tindria lloc en el Gran Premi d'Europa a Jerez, Espanya. Michael Schumacher va entrar en la final del títol amb 78 punts, amb Jacques Villeneuve amb 77. L'hora de classificació suposaria una novetat sense precedents per a la Fórmula 1, amb els rivals del campionat Villeneuve i Schumacher seguits també per Frentzen, tots assegurant que els tres primers marquessin exactament el mateix temps. a la mil·lèsima de segon més pròxima, cadascun d'ells rodant el circuit de Jerez en 1.21.072. El més important és que Villeneuve s'asseguraria la seva desena pole de la temporada gràcies a registrar el temps primer, en fer-lo en la seva primera carrera en l'hora de classificació. Michael Schumacher igualaria el temps poc més de 20 minutos després, abans que Frentzen igualés a tots dos en els últims 5 minuts de la sessió. Per a Jacques, tot es va tornar insignificant quan es van apagar les 5 llums vermelles pel fet que un excés de patinatge el va deixar en tercer lloc darrere de Michael Schumacher i Frentzen després de deixar passar al seu company d'equip en la corba 1. Amb Schumacher lentament guanyant avantatge, els Williams Renault van canviar de posició. en la volta 8 amb Villeneuve aconseguint el segon lloc i la persecució per a aconseguir el seu rival pel títol. Villeneuve faria la primera de dues parades en la volta 23 des del lideratge, una volta després que entrés Schumacher, i el seu statu quo es va mantenir després que Frentzen i els dos McLaren entressin poc després. La parella va continuar allunyant-se al capdavant a mesura que s'acostaven a les seves segones parades, amb Villeneuve havent reduït un avantatge de 5 segons a 2 segons. Després de les seves últimes parades en les voltes 42 i 43, Villeneuve es va acostar ràpidament més per a situar-se a 0,3 segons de Schumacher en la volta 47. En acostar-se a la corba 6 de Dry Sac en la volta 48, Villeneuve va sortir en frenar per a llançar-se per l'interior de Michael Schumacher. per a reprendre el lideratge, els dos van xocar polèmicament després que Schumacher, qui inicialment es va abstenir de girar a la dreta per a evitar a Jacques, després va girar a la dreta cap al Williams quan el lideratge va canviar de mans. La col·lisió resultant va fer que el Ferrari rebotés en el lateral del Williams i caigués a la grava, encallat. El cop, que va danyar la bateria de Villeneuve, va significar que la bateria ara només estava connectada a través dels seus propis cables elèctrics. Davant la sospita de possibles danys, Villeneuve va completar les últimes 21 voltes a un ritme reduït, passant la victòria al McLaren de Mika Hakkinen mentre ell i David Coulthard passaven en l'última volta després que Jacques es fes a un costat voluntàriament. En travessar la meta en tercer lloc, els 4 punts van coronar a Jacques Villeneuve com a Campió del Món de Fórmula 1 de la FIA de 1997. Mentrestant, Heinz Harald Frentzen va acabar sisè.
Rothmans Williams Renault finalment va retenir el seu títol de constructors amb 123 punts. El total de victòries de Villeneuve es va confirmar amb 81 punts, mentre que Frentzen ascendiria al segon lloc en el Campionat de Pilots després que Michael Schumacher fos desqualificat del seu segon lloc com a càstig pel seu percebut joc brut contra Villeneuve en la final de temporada a Jerez.
En total, dels 17 Grans Premis de la temporada, el Williams Renault FW19 registraria 8 victòries, 11 poles, 9 voltes ràpides, 15 podis i 5 bloquejos en la primera fila.
Williams va utilitzar logotips de 'Rothmans', excepte en els Grans Premis de França, Gran Bretanya i Alemanya.